# Ломовая (приток Тыпыла)
Ломовая — река в России, протекает в городском округе Карпинск Свердловской области. Устье реки находится в 12 км по правому берегу реки Тыпыл. Длина реки составляет 10 км.
Исток реки в горах Среднего Урала на западных склонах горы Сухой Камень (763 м НУМ). Исток лежит на водоразделе с бассейном Яйвы, рядом берёт начало река Губь. Ломовая течёт сначала на юго-восток, затем на восток, огибая с юга гору Сухой Камень, проходит по ненаселённой, холмистой, таёжной местности. Её течение носит бурный горный характер.

## Данные водного реестра
По данным государственного водного реестра России относится к Камскому бассейновому округу, водохозяйственный участок реки — Косьва от истока до Широковского гидроузла, речной подбассейн реки — бассейны притоков Камы до впадения Белой. Речной бассейн реки — Кама.
Код объекта в государственном водном реестре — 10010100312111100008577.